# Ruben Liljefors
Ruben Liljefors   (Parròquia de la Catedral d'Uppsala, 30 de setembre de 1871 - Parròquia de la Catedral d'Uppsala, 4 de març de 1936), nom complet Ruben Mathias Liljefors, fou un compositor i director d'orquestra suec.

## Biografia
Liljefors es va llicenciar en filosofia a la Universitat d'Uppsala el 1895 i va estudiar també música amb Ivar Hedenblad. Durant els anys 1895–1899, va estudiar al Conservatori Superior de Música de Leipzig amb Salomon Jadassohn.
El 1900 es va graduar com a organista al Conservatori Superior de Música d’Estocolm i el 1907 amb una llicenciatura en cant a l'església. Va completar la seva educació amb Felix Draeseke, Max Reger i Hermann Ludwig Kutzschbach.
Del 1902 al 1911 va ser director de cor i cap de la Societat Filharmònica de Göteborg. Després, es va traslladar a Gävle per dirigir l'Orquestra del Comtat de Gävleborg (actual Orquestra Simfònica de Gävle) entre 1912 i 1931; també va exercir com a professor de música a l'escola secundària general superior de Gävle durant aquest temps.
Liljefors va compondre, entre altres coses, una sonata per a violí i piano en mi menor, una simfonia en mi bemoll major, la cantata per a la inauguració de la Universitat de Göteborg el 1907 i la cantata al Festival de Linné a Uppsala el 1907. Les composicions de Liljefors inclouen música orquestral, un concert per a piano, peces per a piano i música per a cor masculí i cor mixt. Una de les seves composicions més famoses és la cançó de Nadal När det lider mot jul, també coneguda com a Det strålar en stjärna.
Liljefors era germà de l'artista Bruno Liljefors,pare del botànic Alf W. Liljefors i del compositor Ingemar Liljefors i avi del violinista i director d'orquestra Mats Liljefors.

## Premis
- Membre des del 1908 (núm. 522) de la Reial Acadèmia Sueca de Música
- 1927 Litteris et Artibus